# Samosa

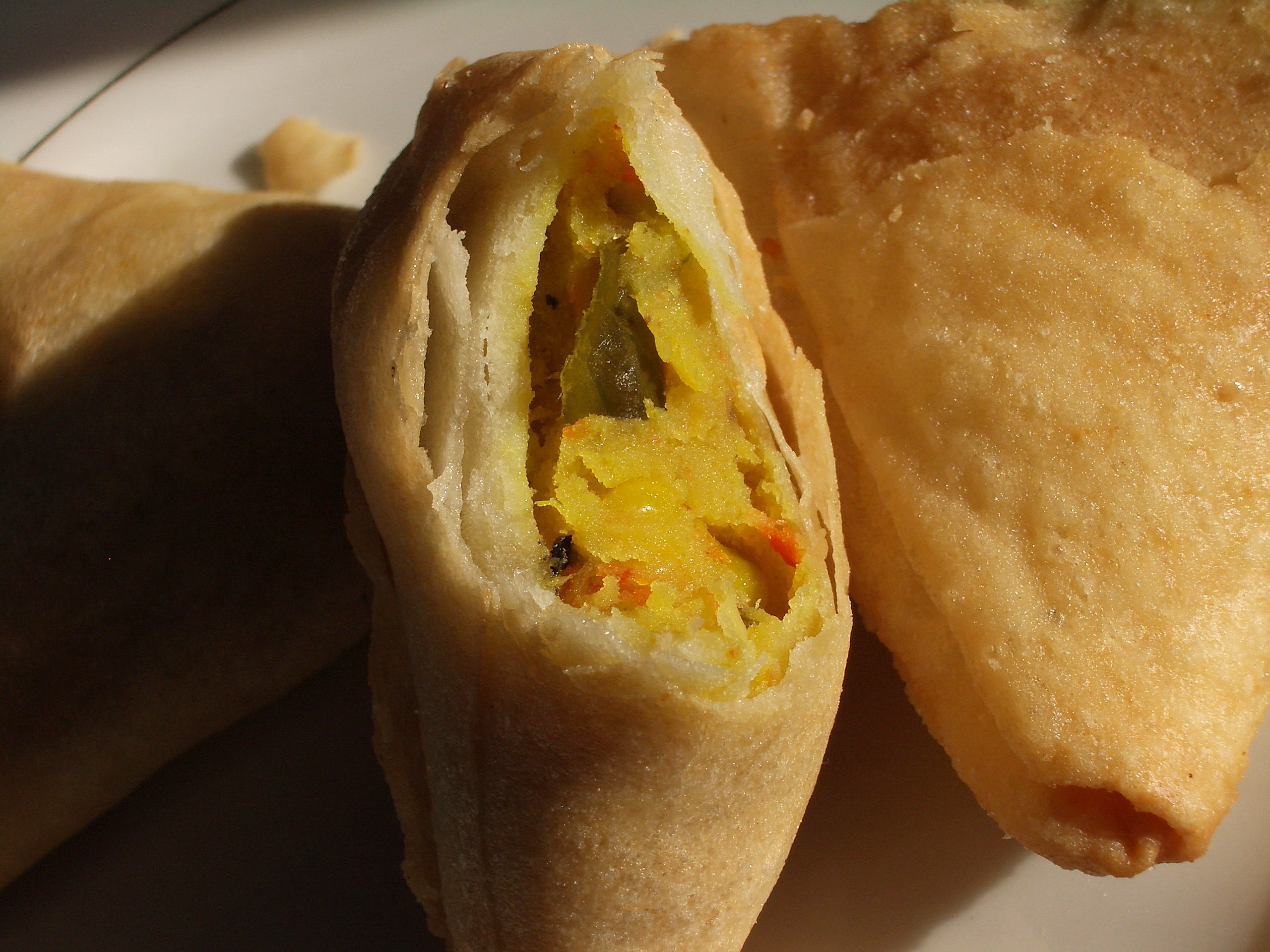
Samosa s náplní

Samosa je druh pečiva typického pro asijskou, převážně indickou kuchyni. Má podobu plněných taštiček obvykle trojúhelníkového tvaru, které se pečou v tandúru nebo smaží na rostlinném oleji.
Těsto na samosy se vyrábí z hladké pšeničné mouky, vody a oleje nebo přepuštěného másla ghí. Tradiční indická vegetariánská náplň se skládá z vařených brambor, hrachu a chilli papriček. Existují také samosy plněné mletým masem (kuřecím nebo skopovým), sýrem nebo ovocem. Jsou typickou specialitou pouličních stánkařů, konzumují se teplé a podává se k nim čatní nebo jogurtová omáčka raita.
Název pochází z perského výrazu sanbosag (chutné trojúhelníky), jídlo se dostalo do Indie v době muslimské nadvlády ve 13. století. Postupně se s indickými vystěhovalci (desi) rozšířilo do oblasti od východoafrického pobřeží až po Malajský poloostrov a v průběhu 20. století také do Evropy. 